# Sonchus palustris
El lletsó d'aigua (Sonchus palustris), és una espècie de planta amb flors del gènere Sonchus dins la família de les asteràcies.
És una planta nativa de les regions temperades d'Europa, Rússia, l'Àsia central, i de Xinjiang a la Xina. També s'ha naturalitzat a Ontario.

Sonchus palustris es pot trobar en llocs pantanosos llimosos rics en nitrogen. És una herbàcia perenne de fins 350 cm d'alt.